# Lee Jong-ho
Lee Jong-ho (en hangul, 이종호; en hanja, 李宗浩; nacido el 24 de febrero de 1992 en Suncheon, Jeolla del Sur) es un futbolista surcoreano. Juega de delantero y su equipo actual es el Jeonnam Dragons de la K League 2 de Corea del Sur.

## Carrera

### Clubes
Lee asistió a la Escuela Secundaria Gwangyang Jecheol (Jeonnam Dragons Sub-18). Posteriormente, el 24 de febrero de 2011, firmó un contrato por tres años con el Jeonnam Dragons. Realizó su debut en este equipo el 6 de marzo de 2011, en un partido de liga ante Jeonbuk Hyundai Motors que terminó 1-0; en dicho encuentro ingresó en lugar de Nam Joon-Jae.

### Selección nacional
El 18 de octubre de 2008, Lee recibió el premio MVP Abdullah Al Dabal del Campeonato Sub-16 de la AFC.
Lee disputó la Copa Mundial de Fútbol Sub-17 de 2009 con la selección de fútbol sub-17 de Corea del Sur y marcó dos goles para su equipo. En 2011, también jugó en la Copa Mundial de Fútbol Juvenil de 2011 con la selección de fútbol sub-20 de Corea del Sur.

## Trayectoria

### Clubes
| Club                      | País          | Año             |
| ------------------------- | ------------- | --------------- |
| Jeonnam Dragons           | Corea del Sur | 2011 - 2015     |
| Jeonbuk Hyundai Motors    | Corea del Sur | 2016            |
| Ulsan Hyundai             | Corea del Sur | 2017 - 2019     |
| V-Varen Nagasaki (cedido) | Japón         | 2019            |
| Jeonnam Dragons           | Corea del Sur | 2020 - Presente |

### Selección nacional
| Selección | País          | Año             |
| --------- | ------------- | --------------- |
| Sub-17    | Corea del Sur | 2007 - 2009     |
| Sub-20    | Corea del Sur | 2010 - 2011     |
| Sub-23    | Corea del Sur | 2013 - 2014     |
| Absoluta  | Corea del Sur | 2015 - Presente |

## Palmarés

### Títulos internacionales
| Título                                | Club (*)                          | Sede    | Año  |
| ------------------------------------- | --------------------------------- | ------- | ---- |
| Juegos Asiáticos                      | Selección sub-23 de Corea del Sur | Incheon | 2014 |
| Campeonato de Fútbol del Este de Asia | Selección de Corea del Sur        | Wuhan   | 2015 |
| Liga de Campeones de la AFC           | Jeonbuk Hyundai Motors            | Al Ain  | 2016 |

(*) Incluyendo la selección

### Distinciones individuales
| Distinción                          | Año  |
| ----------------------------------- | ---- |
| MVP del Campeonato Sub-16 de la AFC | 2008 |